# 鶴川健吉
鶴川健吉（つるかわ けんきち、1981年12月4日 - ）は、日本の小説家。元大相撲行司。東京都出身。大阪芸術大学芸術学部芸術計画学科卒業。行司時代の行司名は、式守健太。

## 経歴
都立高校を中退し、大相撲の行司として桐山部屋に入門。1998年に式守健太として初土俵を踏む。2001年に序二段格に昇進するが、2002年2月に行司を引退し進学する。
2007年、大阪芸術大学芸術計画学科を卒業。その後、温泉旅館などで働き、2010年、鶴川建名義で応募した「乾燥腕」で第110回文學界新人賞を受賞。受賞を機にペンネームを鶴川健吉に改めた。2013年、「すなまわり」で第149回芥川賞候補。

## 作品
小説
- 『すなまわり』（文藝春秋、2013年8月）
  - すなまわり（文學界、2013年6月号）
  - 乾燥腕（文學界、2010年6月号）

単行本未収録作品
- 裸婦ペロリ（文學界、2010年12月号）
- 切り抜き（文藝春秋、2013年11月号）

エッセイ
- すべてはもののとらえ方（月刊PHP、2011年1月号）